# Rhodesia ai Giochi della XVIII Olimpiade
La Rhodesia Meridionale partecipò con la denominazione "Rhodesia" ai Giochi della XVIII Olimpiade, svoltisi a Tokyo dal 10 al 24 ottobre 1964, con una delegazione di 29 atleti impegnati in 7 discipline per un totale di 15 competizioni. Portabandiera alla cerimonia di apertura fu Lloyd Koch, capitano della squadra di hockey su prato.
Fu la terza partecipazione della Rhodesia ai Giochi, l'ultima con questa denominazione. Non furono conquistate medaglie.